# Iván Nadal
Iván Nadal (Buenos Aires, 18 de mayo de 1987) es un futbolista argentino surgido de las divisiones inferiores del Club Atlético Talleres de Remedios de Escalada. Juega de lateral defensivo izquierdo, y su actual equipo es el Club Atlético Defensores de Belgrano de la Primera "B" de Argentina.

## Clubes
| Club                   | País      | Año         | PJ | Goles |
| ---------------------- | --------- | ----------- | -- | ----- |
| Defensores de Belgrano | Argentina | 2005-2006   |    |       |
| Huracán                | Argentina | 2006-2009   | 17 | 0     |
| FK Ventspils           | Letonia   | 2009        | 0  | 0     |
| Aldosivi               | Argentina | 2009-2010   | 14 | 0     |
| Defensores de Belgrano | Argentina | 2010-2014   |    |       |
| Platense               | Argentina | 2014-2015   | 35 | 0     |
| Defensores de Belgrano | Argentina | 2016 - 2021 |    |       |
| San Miguel             | Argentina | 2022        |    |       |
| Colegiales             | Argentina | 2023        |    |       |